# Chimeryka

Mapa ukazująca położenie na świecie Stanów Zjednoczonych (zaznaczone kolorem pomarańczowym) oraz Chińskiej Republiki Ludowej (zaznaczona na kolor zielony).

Chimeryka (ang. Chimerica) – neologizm będący jednocześnie zbitką wyrazową, ukuty przez Nialla Fergusona i Moritza Schularicka, opisujący silną, symbiotyczną relację między Chińską Republiką Ludową a Stanami Zjednoczonymi, z przypadkowym odniesieniem do legendarnego potwora – chimery. Chociaż termin ten odnosi się głównie do stosunków ekonomicznych pomiędzy tymi państwami, to jest również pojęciem ściśle związanym ze stosunkami międzynarodowymi i szeroko pojętą polityką prowadzoną przez oba państwa w stosunku do siebie.

## Pojęcie Chimeryki
Historyk Niall Ferguson i ekonomista Moritz Schularick po raz pierwszy ukuli ten termin pod koniec 2006 (termin ten wszedł do użytku w lutym 2007 a w 2008 termin został rozwinięty w książce Fergusona pt. The Ascent of Money: A Financial History of the World), argumentując że oszczędzanie przez Chińczyków i nadmierne wydatki Amerykanów doprowadziły do wytworzenia materialnego bogactwa, który przyczynił się do kryzysu finansowego w latach 2008–2009. Przez lata Chińska Republika Ludowa gromadziła duże rezerwy walutowe i lokowała je w papierach wartościowych rządu Stanów Zjednczonych, co utrzymywało sztucznie niskie nominalne i realne długoterminowe stopy procentowe w Stanach Zjednoczonych. 
Ferguson opisuje Chimerykę jako rodzaj gospodarki „obejmujący około 13 procent powierzchni lądowej świata, jedną czwartą jej populacji, około jedną trzecią jej produktu krajowego brutto (PKB) i nieco ponad połowę światowego wzrostu gospodarczego w ciągu ostatnich sześciu lat”. Ferguson sugeruje, że Chimeryka mogłaby się zakończyć (tzw. decoupling), gdyby Chiny z dnia na dzień całkowicie zerwały stosunki gospodarcze ze Stanami Zjednoczonymi, co pociągnęłoby za sobą globalną zmianę w geopolityce i umożliwiłoby Chinom „badanie innych sfer globalnych wpływów, od Szanghajskiej Organizacji Współpracy, której członkiem jest również Rosja, po jej własne, nieformalne, rodzące się imperium w bogatej w surowce Afryce”.
Nagromadzenie amerykańskiego długu publicznego, szacowanego na ponad 33 bln dolarów amerykańskich, sugeruje, że oba narody są ze sobą nierozerwalnie powiązane; panująca między nimi symbioza gospodarcza sugeruje, że separacja zaszkodziłaby obu krajom i byłaby katastrofalna dla gospodarki światowej. Innym sposobem pomiaru tej integracji jest deficyt handlowy. Deficyt handlowy USA z Chinami w 2011 roku wyniósł 295 miliardów dolarów, co oznacza, że Stany Zjednoczone zaimportowały z Chin znacznie więcej towarów i usług niż wyeksportowały do Chin. Amerykański think tank Economic Policy Institute oszacował, że w dekadzie lat 2001–2011 Amerykanie utracili na rzecz Chin 2,7 miliona miejsc pracy. Dodatkowo w latach 2000–2008 Chiny zwiększyły swoje PKB czterokrotnie. Kolejno w 2009 rezerwy walutowe Chin wyniosły 2,9 bln dolarów amerykańskich, a w 2012 już 3,3 bln.
Silne powiązania Chińskiej Republiki Ludowej z polityką finansową Stanów Zjednoczonych zauważyć można było na przykładzie tzw. „gorączki zakupów” zachodnich przedsiębiorstw przez firmy chińskie. W 2010 chińskie przedsiębiorstwo Geely zakupiło w dolarach amerykańskich szwedzki koncern motoryzacyjny Volvo (w kwocie 1,8 mld), kolejnym zakupem były udziały w londyńskim porcie lotniczym Heathrow (10 proc. akcji za cenę 726 mln dolarów amerykańskich) oraz francuskiego producenta napojów alkoholowych (win) - DIVA Bordeaux za równowartość 39 mln dolarów amerykańskich. Jednocześnie Chińska Republika Ludowa jako członek grupy BRICS otwarcie występuje przeciwko hegemonii dolara amerykańskiego w światowej gospodarce domagając się nowej „światowej waluty”, która oparta byłaby na parytecie złota.
Koncepcja Chimeryki uzupełnia i/lub wypiera pojęcie Nichibei lub podobnie skonstruowany model gospodarczy i relacje między Japonią a Stanami Zjednoczonymi, które były widoczne na wiele lat przed rozwojem pojęcia Chimeryki.